# Hamburger Camerata

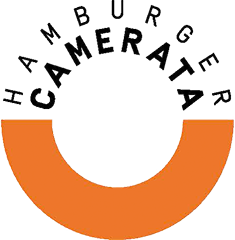
Logo der Hamburger Camerata

Die Hamburger Camerata ist ein Kammerorchester mit Sitz in Hamburg.

## Geschichte und Programm

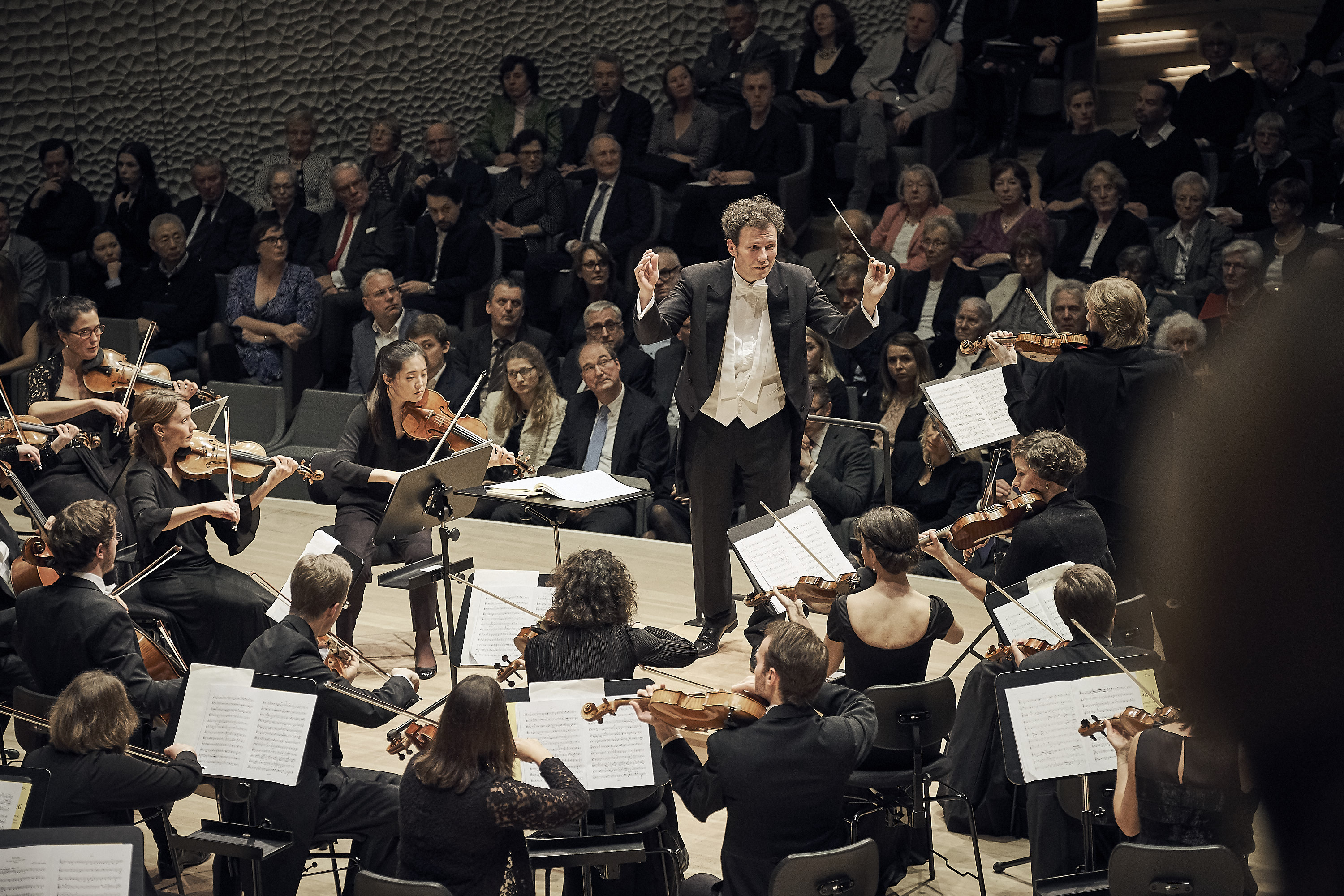
Die Hamburger Camerata mit Simon Gaudenz bei ihrem Debüt in der Elbphilharmonie 2017.

Die Hamburger Camerata wurde 1986 gegründet. Sie ging aus dem 1980 durch Ekkehard Richter gegründeten Kirchenmusikorchester der Hauptkirche St. Nikolai am Klosterstern hervor. Künstlerischer Leiter war von 2001 bis 2011 Max Pommer. Mit der seit 1990 bestehenden Konzertreihe (jährlich sechs Konzerte) in der Laeiszhalle Hamburg schuf sich das Orchester unter der Leitung von Max Pommer, Claus Bantzer und Ralf Gothóni seinen Platz in der Hamburger Musiklandschaft. Ein Programmangebot von kammermusikalischer Sinfonik und sinfonischer Kammermusik sowie das Engagement für moderne Musik sind charakteristisch für diese Konzerte.
Seit der Saison 2012/13 war Simon Gaudenz Chefdirigent der Hamburger Camerata. 2009 gewann er mit dem Deutschen Dirigentenpreis die höchstdotierte Auszeichnung für Dirigenten in Europa.
Die Hamburger Camerata nahm an zahlreichen Musikfestivals teil, so am Schleswig-Holstein Musik Festival, an den Festspielen Mecklenburg-Vorpommern, am MDR-Musiksommer, am Festival Weimarer Klassik und am Usedomer Musikfestival. Zudem gastierte das Orchester auf Konzertreisen u. a. in der Schweiz, in Spanien, Frankreich, Polen und Finnland.
Neben der Konzertreihe in der Laeiszhalle Hamburg bestreitet das Orchester jährlich ca. 50 weitere Konzerte in Deutschland. Zu diesen gehörte auch seit 2005 bis 2011 das Japanisch-Deutsche Freundschaftskonzert »East Meets West« auf Gut Haseldorf.

## Bildungsangebot
Die Hamburger Camerata ermöglicht jungen Hörern mit unterschiedlichen Projekten den Zugang zur klassischen Musik: Neben den Familienkonzerten in der Laeiszhalle bietet das Kammerorchester seit 2009 die »Elbwichtel-Konzerte« für drei- bis sechsjährige Kinder im New Living Home Hamburg-Lokstedt mit zwölf Konzerten pro Saison an. Zum Bildungsprogramm des Orchesters gehören zudem Konzerte für und Besuche in Kitas und Schulen, Patenschaften für Kitas und Grundschulen, „Orchestererlebnisproben“, Workshops für Erzieher an Kitas und Grundschulen und Konzepte wie z. B. Jedem Kind ein Instrument für sozial benachteiligte Kinder.

## Struktur
Die Hamburger Camerata finanziert sich fast ausschließlich aus Eintrittsgeldern, Spenden und Sponsorengeldern. Seit 2013 wird sie aus der Kultur- und Tourismustaxe der Hansestadt unterstützt.
Die Hamburger Camerata hat die Rechtsform einer gGmbH. Hauptgesellschafter ist der Hamburger Camerata Kammerorchester e. V., dessen Mitglieder die Kerngruppe des Orchesters unter 
bilden. Geschäftsführerin der Hamburger Camerata ist Annette Friedrich. Der Förderverein Hamburger Camerata e. V. und das Kuratorium unter dem Vorsitz von Rolf Seelmann-Eggebert unterstützen die künstlerische Arbeit des Kammerorchesters.